# Starving Trancer
Starving Trancer（スターヴィング・トランサー、略称：スタトラ、別名：Xceon・Iceon・Yusuke Ceo、1989年11月30日）は、日本の作曲家、編曲家、キーボーディストである。所属レコード会社はエグジットチューンズ（現ポニーキャニオン）。兵庫県出身。

## 人物
元DEENのギタリストであった中居辰磨とバンドを結成しライブ活動後、アメリカでのライブ活動などを経て、2008年からエグジットチューンズでの活動を始める。以降、「Starving Trancer」「Xceon」「Iceon」（幽閉サテライト）「Another Infinity」（Ryu☆とのユニット）「HHH×MM×ST」（HHH、森永真由美とのユニット）などの名義でアニメ、ゲーム、声優、アイドル、劇伴など多くの作品を手がけている。複数名義による創作活動の違いについては、Starving Trancerは何でもやる作曲家、Xceonは主にBEMANIシリーズ等の音ゲー専門の作曲家、Iceonは東方楽曲アレンジ専門の編曲家であると、2017年12月21日に放送された【えぐちゅん】EDP LIVE!にて名義の役割について語っている。
ファンからは「スタトラ」「すたとらちゃん」「せおちゃん」などと略される場合が多い。
つけ麺好き。1.3kgを完食。1.6kgにも挑戦したが完食できず。趣味は料理と鉄道模型。
2014年1月から5月まで、週刊少年チャンピオン（秋田書店）の読者投稿コーナー、「週刊3D」内でStarving Trancerが読者ハガキを紹介するキャラとして登場していた。
2014年9月からFMジャングルにてレギュラー番組『但馬ドキドキ★情報局』の放送を開始。2015年12月25日でレギュラー放送を終了、2016年6月から11月まで不定期放送された。
2015年2月4日にエグジットチューンズよりXceon名義アルバム『罪と罰』でメジャー・デビュー。
2016年から4年連続でIceon名義にて参加する同人サークルである幽閉サテライトの楽曲『色は匂へど 散りぬるを』はJOYSOUND 東方部門カラオケランキング1位を獲得している。
2018年2月7日にポニーキャニオンよりXceon名義の2ndメジャー・アルバム『冬椿』をリリースしオリコン初登場27位となった。

## ディスコグラフィー

### アルバム
（Xceon 名義）
- 罪と罰（2015年2月4日発売）

1. 罪と罰(Extended Mix) -Xceon feat. Mayumi Morinaga-
2. 十六夜セツナ(Extended Mix) -Xceon feat. Mayumi Morinaga-
3. 光と幻影(Xceon album ver.) -Xceon feat. Mayumi Morinaga-
4. Bright Future(Xceon album ver.) -Starving Trancer feat. Kanae Asaba-
5. New Gravity(Xceon Extended Mix) -Starving Trancer-
6. METEOR SHOWER(Xceon album ver.) -Starving Trancer-
7. 君と言ノ葉(Xceon album ver.) -Xceon feat. Mayumi Morinaga-
8. 晩冬の六花 -Xceon feat. Mayumi Morinaga-
9. 椿 -Xceon-
10. 砂の城 -Xceon feat. Mayumi Morinaga-
11. Forever Lovers -Starving Trancer feat. 夏川陽子-
12. 幾星霜の物語～The Story of Eternity～ -Xceon feat. Mayumi Morinaga-
13. 蒼穹の誓い- -Starving Trancer feat. 雨野春陽 (CV:南條愛乃)-
14. サクラヨゾラ(Extended Mix) -Xceon feat. Mayumi Morinaga-
15. 朧(Xceon Extended Mix) -HHH×MM×ST-
16. Glitter(Starving Trancer Remix) -Another Infinity feat. Mayumi Morinaga-

- 冬椿（2018年2月7日発売）

1. 冬椿 ft. Kanae Asaba(Album Long ver.) -Xceon-
2. Too Late Snow(Album Long ver.) -movies(moimoi×Xceon×Dai.)-
3. 蒼が消えるとき(Album Long ver.) -movies(moimoi×Xceon×Dai.)-
4. Endless Future -Xceon ft. Kanae Asaba-
5. I.M-P.U.L.S.Σ -Xceon-
6. The Night Away (MK Remix) -Starving Trancer ft. Mayumi Morinaga-
7. オルタネイトβ(DJ Command+FN2 Eurobeat Remix) -Xceon ft. Mayumi Morinaga
8. 幻影ノ消失(Album Long ver.) -Xceon ft. Mayumi Morinaga-
9. 向日葵 -Starving Trancer ft. 夏川陽子-
10. 恋風-KOIKAZE- -Xceon ft. ネコメアリ(Frost Fragment)-
11. Higher Maker -Starving Trancer ft. 福山沙織-
12. history -Starving Trancer ft. d-girls-
13. blue moment -ソルラルBOB-
14. Blue Glow -Xceon ft. 竹原舞美(Frost Fragment)-
15. P.I.o.t.S. -Xceon-
16. What can I do (Vocal Mix) -Xceon ft. Kanae Asaba -
17. Butter-fly -Xceon ft. 福山沙織-
18. 憂愁ノ雪月花 -Xceon ft. Mayumi Morinaga-
19. Everlasting Last(Album Long ver.) -HHH×MM×ST-

## 提供曲

### アニメ
- 永久のキズナ feat.Another Infinity / Daisy×Daisy (FAIRY TAILのOPテーマ(2011年10月～)) (Daisy×Daisy「永久のキズナ」収録)
- Glitter (Starving Trancer Remix) feat.Another Infinity / Mayumi Morinaga(FAIRY TAILのOPテーマ)」（第125話 - 第137話）
- Affection / Mayumi Morinaga（アニメ『ゆゆ式』エンディングテーマ、「せーのっ!」収録曲）
- セツナイロ / 情報処理部 (大久保瑠美・津田美波・種田梨沙)アニメ『ゆゆ式』
- トキドキまにまに feat. Another Infinity (ゆゆ式キャラクターソング) / 相川千穂(CV:茅野愛衣)、岡野佳(CV:潘めぐみ)、長谷川ふみ(CV:清水茉菜)
- blue moment / ソルラルBOB (アニメ『えとたま』エンディングテーマ）
- そるらる★とんちんかん / にゃ～たん (CV:村川梨衣)アニメ『えとたま』キャラクターソング
- Twinkle Peace / メイたん(CV 渕上舞)アニメ『えとたま』キャラクターソング
- Blue Treasure / 秋月巴(CV:広瀬ゆうき)アニメ『南鎌倉高校女子自転車部』キャラクターソング
- Staring only you／ユミナ・エルネア・ベルファスト(CV.高野麻里佳)「異世界はスマートフォンとともに。」キャラクターソング
- Higher Maker / 福山沙織 アニメ「ロボマスターズ」エンディングテーマ
- ソードアート・オンライン オルタナティブ ガンゲイル・オンライン（劇伴） ※ニュータイプアニメアワーサウンド（劇伴賞）第5位を受賞。
- カワイスギクライシス（劇伴） ※成田旬と共同。
- THE MARGINAL SERVICE（劇伴）
- きまぐれ☆にゃんにゃんヒストリー! / ねこねこ日本史　※編曲のみ

### ゲーム
KONAMI
- XANADU OF TWO / T.Kakuta With Starving Trancer＋森永真由美(beatmania IIDX 18 Resort Anthem) - 編曲を担当
- YES! (starving trancer Remix) / starving trancer(武装神姫 Character Song & Special Radio Rondo Vol.2) - アーク(CV：堀江由衣)のキャラソンREMIX
- SHINE (starving trancer Remix) / starving trancer(武装神姫 Character Song & Special Radio Rondo Vol.2) - イーダ(CV：田村ゆかり)のキャラソンREMIX
- Follow Tomorrow / HHH×MM×ST(beatmania IIDX 19 Lincle) - DanceEvolution ARCADE、DanceDanceRevolution(2014)、jubeat saucer fulfillに移植。
- 朧 / HHH×MM×ST(pop'n music 20 fantasia) - jubeat saucer、REFLEC BEAT colette、beatmania IIDX 20 tricoro、DanceEvolution ARCADE、DANCERUSH STARDOMに移植。
- NNRT / Levaslater(beatmania IIDX 19 Lincle) - Ryu☆との合作
- 800nm / Another Infinity(GuitarFreaks XG3/DrumMania XG3/jubeat copious APPEND)
- 405nm (Ryu☆mix) / Another Infinity(beatmania IIDX 20 tricoro) - jubeat saucerに移植。
- Fly you to the star / Another Infinity feat. Mayumi Morinaga(beatmania IIDX 20 tricoro)
- It's my Miracle / Another Infinity feat. Mayumi Morinaga(REFLEC BEAT colette)
- New Gravity / Starving Trancer(DanceDanceRevolution(2013)) - jubeat saucerに移植。
- 罪と罰 / Xceon feat. Mayumi Morinaga(beatmania IIDX 21 SPADA)
- Realize Maze / movies(moimoi×Starving Trancer×Dai.) pop'n music ラピストリア　※JAEPO2014 プレイアブル出展時の名義。その後Xceon名義へと変更となっている。
- Realize Maze / movies(moimoi×Xceon×Dai.) (pop'n music ラピストリア)
- サクラヨゾラ / Xceon feat.Mayumi Morinaga(REFLEC BEAT groovin'!!)
- 十六夜セツナ / Xceon feat.Mayumi Morinaga(beatmania IIDX 22 PENDUAL)
- Too Late Snow / movies(moimoi×Xceon×Dai.)(jubeat prop)
- 幻影ノ消失 / Xceon feat.Mayumi Morinaga(REFLEC BEAT VOLZZA)
- オルタネイトβ/ Xceon feat.Mayumi Morinaga(beatmania IIDX 23 copula)
- Everlasting Last / HHH×MM×ST(beatmania IIDX 23 copula)
- 蒼が消えるとき / movies (moimoi×Xceon×Dai.)(pop'n music éclale)
- 冬椿 ft. Kanae Asaba / Xceon (beatmania IIDX 24 SINOBUZ)
- Wolf 424 / Xceon (REFLEC BEAT 悠久のリフレシア)
- Alpheratz / Xceon (beatmania IIDX 25 CANNON BALLERS)
- ハイ*ビスカス ft. Kanae Asaba / Xceon (beatmania IIDX 25 CANNON BALLERS)
- ゴールデンハート ft. Kimberley Nutbey / Xceon (pop'n music うさぎと猫と少年の夢)
- レグルス αβ / Xceon (ノスタルジア Op.2)
- 焔華 / movies (moimoi×Xceon×Dai.) (pop'n music うさぎと猫と少年の夢 Original Soundtrack 20th Anniversary Edition/pop'n music peace)
- 夏の匂い。キミの残像。ft. Kanae Asaba / Xceon (beatmania IIDX 26 Rootage)
- Wolf 1061 / Xceon (beatmania IIDX 26 Rootage)
- セピアの軌跡 ft. 天宮みや(少女フラクタル) / Xceon (beatmania IIDX 27 HEROIC VERSE)
- Bow shock!! / Xceon (beatmania IIDX 27 HEROIC VERSE)
- 久遠の空 ft. 小林まな / Xceon (ノスタルジア Op.3)
- 水無月の雫 ft. 小林まな / Xceon (beatmania IIDX 28 BISTROVER)
- Rubrum Piano / Xceon (beatmania IIDX 28 BISTROVER)
- Faraway sky ft.小林マナ / starving Trancer (jubeat(ユビート)）
- Rainbow dream ft.竹原舞美 / starving Trancer (jubeat(ユビート)）
- Re:Cyphochilus-シホキルス- / starving Trancer (jubeat(ユビート)）
- Fegrix / Xceon vs DJ Command (Eurobeat Union) (beatmania IIDX 29 CastHour)
- Engraved on my heart ft.小林マナ / Xceon (pop'n music UniLab)
- 月と夢の跡 ft. マナ / Xceon  (beatmania IIDX 30 RESIDENT)
- Ambush Ace / Xceon (beatmania IIDX 30 RESIDENT)
- 謎情の雫 feat.Kanae Asaba / Xceon (pop'n music 解明リドルズ Original Soundtrack)

Square Enix
- 蒼穹の誓い feat. Starving Trancer / 雨野春陽 (CV:南條愛乃)オカルトメイデン　主題歌
- 華吹雪 feat. Starving Trancer / 土御門悠宇 (CV:早見沙織) オカルトメイデン　キャラクターソング
- 漆黒の彼方 feat. Starving Trancer / 蘆屋大蛇 (CV:小清水亜美)、蘆屋雀 (CV:金元寿子)、蘆屋白猫 (CV:花澤香菜)、蘆屋鼈甲 (CV:茅原実里)オカルトメイデン　キャラクターソング
- 永遠のファラタイト / 竹達彩奈 『叛逆性ミリオンアーサー』テーマソング

ガマニア
- SW / Starving Trancer feat.Mayumi Morinaga（ルーセントハートタイアップ曲）
- 夢現 feat.Another Infinity / Mayumi Morinaga（ルーセントハートタイアップ曲）

バンダイナムコ上海
- 数码宝贝：相遇 (デジモン：相遇) / 音楽担当

KICK-ASS, Ltd.
- 盾の勇者の成り上がり RERISE / 音楽担当　※全楽曲（イベント限定を除く）の作曲編曲担当

KUNYUE Game
- Glorious Soul / 安德莉亞 (CV:上坂すみれ)　阿卡夏計劃　主題曲

### EXIT TUNES
- SW / Starving Trancer feat. Mayumi Morinaga(『EXIT TRANCE PRESENTS TranceMaster 03』収録) ルーセントハートタイアップ曲
- COME BACK TO MY HEART / Another Infinity feat. Mayumi Morinaga(Ryu☆2ndアルバム『AGEHA』収録) DanceDanceRevolution X3 VS 2ndMIXに収録された。 また同作には本曲以外にも関わっている曲がいくつか収録されている。
- appreciation / Another Infinity feat. Mayumi Morinaga(Ryu☆2ndアルバム『AGEHA』収録)
- Nordic wind / Another Infinity(Ryu☆2ndアルバム『AGEHA』収録)
- i.c. / Another Infinity(Ryu☆2ndアルバム『AGEHA』収録)
- Crystal tears / Another Infinity(Ryu☆2ndアルバム『AGEHA』収録)
- Exp. / DJ UTO vs. Starving Trancer feat. Mayumi Morinaga(Mayumi Morinaga 1stシングル『Exp.』収録)
- Don't be afraid / Starving Trancer feat. Mayumi Morinaga(Mayumi Morinaga 1stシングル『Exp.』収録)
- 夢現 /Another Infinity feat. Mayumi Morinaga （Mayumi Morinaga 2ndシングル『EXTRA Whipping Cream』収録）
- Rise From The Ashes / Another Infinity＋MK feat. Mayumi Morinaga
- Snow Crystal (KONAMI MUSICフル) / Another Infinity feat. Mayumi Morinaga
- Lapis Lazuli / Another Infinity feat. Mayumi Morinaga
- 響音 -kotone- / Another Infinity feat. Mayumi Morinaga(Mayumi Morinaga 3rdシングル『天ノ弱』収録)
- Glitter (Starving Trancer Remix) / Another Infinity feat. Mayumi Morinaga(C81限定マキシシングル『Glitter』収録) FAIRY TAIL(2012年4月～)エンディングテーマ
- Love Material feat.Another Infinity / Another Infinity feat. Mayumi Morinaga(Mayumi Morinaga 1sアルバム『Gilitter／神巫詞』収録)
- ずっとみつめていて / DJ UTO vs. Starving Trancer feat.  Mayumi Morinaga(C76限定シングル『ずっとみつめていて』収録) 後にミュージックガンガン!2に収録
- シジン葬る世界 / 赤飯（赤飯『EXIT TUNES PRESENTS SEKIHAN the TREASURE』収録）
- 深愛のリグレット / Xceon feat.Mayumi Morinaga (Mayumi Morinaga ベスト・アルバム『All that is. Is that all?』収録) 後にbeatmania IIDX 26 Rootageに収録

### EXIT TUNES（トランスカバーコンピレーション）
2008-2012年にかけて100曲を超えるEXIT TUNESのトランスカバーコンピレーションタイトルに参加している。

### Another Infinity
※Another InfinityはRyu☆とStarving Trancerからなるユニット。
- Snow Crystal / Another Infinity feat. Morinaga Mayumi(KONAMI♪MUSICフルオリジナル配信楽曲。 後にKONAMI♪MUSICフルALBUM収録)
- Dia Love / predia (pre-dia『Dia Love』収録)
- DIAMOND HIGH HEELS / pre-dia (pre-dia『Dia Love』収録)
- Dream Of Love / pre-dia (pre-dia『Dream Of Love』収録)
- きみみたいに / pre-dia (pre-dia『Dream Of Love』収録)
- you slipped away / predia (predia『Escort me?』収録)
- Sunburned Heart / predia (predia『Escort me?』収録)
- 壊れた愛の果てに / predia(メジャー1stシングル)
- イトシキヒトヘ / predia　(メジャー3rdシングルC/W)
- ときめきポータブル / nanba44 (南波志帆『水色ジェネレーション』新星堂購入者オリジナル特典DVD収録)
- 夢現 /Another Infinity feat. Mayumi Morinaga(Mayumi Morinaga2ndシングル『EXTRA Whipping Cream』収録）
  - EXIT TUNES PRESENTS Vocalocluster feat.初音ミクに同楽曲の初音ミクボーカルバージョンが収録。
- STARS / Another Infinity feat. Mayumi Morinaga （C80限定マキシシングル『STARS』収録）
- Rise From the Ashes / Another Infinity vs MK feat. Mayumi Morinaga （C80限定マキシシングル『STARS』収録）
- Eyes On Me (『SQ Chips』収録) - 『ファイナルファンタジーVIII』主題歌のチップチューンREMIX
- 永久のキズナ feat.Another Infinity / Daisy×Daisy (『FAIRY TAIL』のOPテーマ(2011年10月～)) (Daisy×Daisy「永久のキズナ」収録)
- 笑顔をなぞって with Mayumi Morinaga feat.Another Infinity（Daisy×Daisyアルバム『Daisy×Daisy』収録曲）
- Glitter / Another Infinity feat. Mayumi Morinaga(C81限定マキシシングル『Glitter』収録)
- Caramel Sugar / Another Infinity(第19回THE VOC@LOiD M@STER限定シングル 及び EXIT TUNES ACADEMY@さいたまスーパーアリーナ限定シングル『Caramel Sugar』収録)
  - THE VOC@LOiD M@STERでは初音ミクバージョン、EXIT TUNES ACADEMY@さいたまスーパーアリーナ版ではMayumi Morinagaバージョンが収録された。
  - 後にEXIT TUNES初のVOCALOID「MAYU」のデモ曲となった。
- 響音 -kotone- / Another Infinity feat. Mayumi Morinaga(Mayumi Morinaga3rdシングル『天ノ弱』収録)
- STEP FOR FUTURE / Daisy×Daisy with ぐるたみん feat.Another Infinity（Daisy×Daisy『チズノアリカ/私の生きる意味』収録）
- シジン葬る世界 / 赤飯（赤飯『EXIT TUNES PRESENTS SEKIHAN the TREASURE』収録）

### 幽閉サテライト・幽閉カタルシス・Frost Fragment（Iceon名義）
幽閉サテライト
- 最果てのコトバ
  - 原曲:幻視の夜 ～ Ghostly Eyes
- 夕立、君と隠れ処 幽閉サテライト (Arranged: Iceon) feat. senya ※SOUND VOLTEXに収録
- 夜桜に君を隠して
  - 原曲:ルーネイトエルフ
- 束縛アネモネーション
  - 原曲:遠野幻想物語
- 君色サブリミナル
  - 原曲:古きユアンシェン
- 泡沫、哀のまほろば (HiZuMiとの共作)
  - 原曲:エクステンドアッシュ ～ 蓬莱人、月まで届け、不死の煙
- 華鳥風月
  - 原曲:六十年目の東方裁判 ～ Fate of Sixty Years
- カフカなる群青へ
  - 原曲:有頂天変 ～ Wonderful Heaven
- 月に叢雲華に風
  - 原曲:ラストリモート ※SOUND VOLTEXに収録
- シンデレラアバター
  - 原曲:ネイティブフェイス
- 幻想万華鏡サウンドトラック 幻想万華鏡サウンドトラックとして15楽曲収録
- レプリカの恋
  - 原曲:千年幻想郷～History of the Moon
- ミゼラブルの雫
  - 原曲:少女綺想曲～Dream Battle
- 手のひらピアニッシモ
  - 原曲:恋色マスタースパーク
- 小悪魔りんご
  - 原曲:Bad Apple!!(Autobahnとの共作)
- Little devil
  - 原曲:Bad Apple!!(Autobahnとの共作)
- 無邪気さへの上書き
  - 原曲:おてんば恋娘
- Opposite World
  - 原曲:亡き王女の為のセプテット
- 色は匂へど 散りぬるを
  - 原曲:神々が恋した幻想郷
- 零れ桜
  - 原曲:幽雅に咲かせ、墨染の桜 ～ Border of Life
- 孤独月
  - 原曲:U.N.オーエンは彼女なのか?
- 零れずの願いゴト
  - 原曲:砕月

他多数
幽閉カタルシス
- ヤキモチときどき晴れ / Daisy×Daisy feat. MiKA / リング・スズネ（Daisy×Daisyアルバム『Daisy×Daisy』収録曲）ポニーキャニオン

Frost Fragment
氏が2015年に幽閉サテライトと活動を並行にして立ち上げたサークルで、ネコメアリ、竹原舞美らが所属している。全楽曲の作曲を担当

### イベント限定・自主制作盤
2011年
- White Garden / Another Infinity feat. Mayumi Morinaga（C79限定マキシシングル『Plan B』収録)※廃盤

2012年
- STARS / Another Infinity feat. Mayumi Morinaga （C80限定マキシシングル『STARS』収録）※廃盤
- Rise From the Ashes / Another Infinity vs MK feat. Mayumi Morinaga （C80限定マキシシングル『STARS』収録）※廃盤
- Caramel Sugar / Another Infinity(第19回THE VOC@LOiD M@STER限定シングル 及び EXIT TUNES ACADEMY@さいたまスーパーアリーナ限定シングル『Caramel Sugar』収録) THE VOC@LOiD M@STERでは初音ミクバージョン、EXIT TUNES ACADEMY@さいたまスーパーアリーナ版ではMayumi Morinagaバージョンが収録された。後にEXIT TUNES初のVOCALOID「MAYU」のデモ曲となった。※廃盤
- Link / Starving Trancer (EXIT TUNES ACADEMY限定シングル『Link』収録) ボーカルはMayumi Morinaga。Starving Trancer名義では初のプレス生産CDとなった。※廃盤
- Crescent deep / Starving Trancer ※廃盤
- Black Parrot~Angelical Doubt~ / Starving Trancer ※廃盤
- SNOW CRESTA / Starving Trancer ※廃盤
- METEOR SHOWER / Starving Trancer ※廃盤

2013年
- ぼくのでんしゃ (つけめんなさいP名義)※廃盤
- Ocean Breeze (つけめんなさいP名義)※廃盤
- ひもになりたい (つけめんなさいP名義)※廃盤
- 流れ星笑顔 / Starving Trancer
- 蜃気楼 / Another Infinity feat.Mayumi Morinaga ※廃盤

2014年
- The Night Away / Starving Trancer
- 光と幻影 / Xceon ※廃盤
- 君と言の葉 / Xceon ※廃盤

2015年
- Blueness / Starving Trancer
- 幾星霜の物語 ～The Story of Eternity～ / Xceon feat. Mayumi Morinaga
- 灼熱のユートピア / Xceon feat. Mayumi Morinaga

2016年
- オルタネイトβ / Xceon

### 楽曲提供・その他の作品
- Dia Love / pre-dia (pre-dia『Dia Love』収録)
- DIAMOND HIGH HEELS / pre-dia (pre-dia『Dia Love』収録)
- Dream Of Love / pre-dia (pre-dia『Dream Of Love』収録)
- きみみたいに / pre-dia (pre-dia『Dream Of Love』収録)
- Re：start game / pre-dia (pre-dia『Invitation』収録)
- Melty Snow / pre-dia (pre-dia『Invitation』収録)
- ときめきポータブル / nanba44 (南波志帆『水色ジェネレーション』新星堂購入者オリジナル特典DVD収録)
- Eyes On Me (『SQ Chips』収録) - ファイナルファンタジーVIII主題歌チップチューンREMIX
- 永久のキズナ feat.Another Infinity / Daisy×Daisy (FAIRY TAILのOPテーマ(2011年10月～))（Daisy×Daisy「永久のキズナ」収録）ポニーキャニオン
- 笑顔をなぞって with Mayumi Morinaga feat.Another Infinity（Daisy×Daisyアルバム『Daisy×Daisy』収録曲）ポニーキャニオン
- STEP FOR FUTURE / Daisy×Daisy with ぐるたみん feat.Another Infinity（Daisy×Daisy『チズノアリカ/私の生きる意味』収録）ポニーキャニオン
- BLURRY / 164 feat.GUMI
  - ピアノ、シンセサイザーでの参加
- STAR TRAIN / Psycho le Cému
  - シンセサイザーでの参加
- 新宿ソリチュード / 亜沙　※和楽器バンドのベーシスト
  - キーボードでの参加
- 吉原ラメント【五周年記念】 / 小林幸子 亜沙
  - キーボードでの参加
- マイネットゲームス / 真・戦国バスター (せおちゃん役)
  - CV:Starving Trancer ※声優での参加
- いざ、再出陣 feat.Starving Trancer / 新井大樹
  - リコーダーで参加